# Municipio de Dzhankói
El municipio de Dzhankói (en ruso: Джанкойский городской совет, en ucraniano: Джанкойська міська рада, en tártaro de Crimea: Canköy şeer şurası) es un municipio de Ucrania perteneciente a la República Autónoma de Crimea. Es una de las 25 regiones de la República Autónoma de Crimea. Se encuentra ubicada en el noreste de Crimea. Su centro administrativo es la ciudad de Dzhankói.

## Municipio y localidades
El municipio de Dzhankói es de las regiones administrativas más pequeñas de la República Autónoma de Crimea. Aun así el municipio cuenta con 1 ciudades, entre las que están:
- Dzhankói